# 18 maart
18 maart is de 77ste dag van het jaar (78ste dag in een schrikkeljaar) in de gregoriaanse kalender. Hierna volgen nog 288 dagen tot het einde van het jaar.

## Gebeurtenissen
- Algemeen
  - 1293 - Rooms-koning Adolf I van Nassau verheft Kaysersberg tot vrije rijksstad, zie Rijksstad Kaysersberg.
  - 1850 - American Express wordt opgericht door Henry Wells & William Fargo.
  - 1937 - Een ontploffing in een schoolgebouw in New London veroorzaakt een instorting en meer dan 450 doden.
  - 1967 - De Liberiaanse tanker Torrey Canyon loopt ten zuiden van Engeland op de rotsen, wat leidt tot een grote milieuramp, de eerste grote olievervuiling op zee.
  - 2019 - Aanslag in een tram in Utrecht met 4 doden en 6 gewonden als gevolg.
  - 2020 - In België gaat de eerste "lockdown" in waarbij niet-essentiële winkels verplicht moesten sluiten. Dit was de eerste grootschalige maatregel om de verspreiding van het coronavirus SARS-CoV-2 (Covid-19) tegen te gaan. Er volgden later nog meer maatregelen tijdens de Coronacrisis in België.
  - 2023 - Bij een aardbeving met een kracht van 6,8 op de schaal van Richter in de Ecuadoriaanse provincie Guayas vallen zeker 14 doden.[1]
  - 2024 - De tropische cycloon Megan komt in Australië aan land als een categorie 3 (op de in Australië gebruikte schaal) storm bij de kust van de Golf van Carpentaria in de buurt van Borroloola. De storm brengt veel neerslag met zich mee en dat zorgt voor overstromingen van verschillende rivieren in het gebied.[2]
- Kunst en cultuur
  - 1958 - Het Atomium in Brussel wordt voltooid. De enorme uitvergroting van een ijzerkristal moest dienen als de blikvanger op de wereldtentoonstelling (Expo 58) van dat jaar.
  - 1990 - 12 schilderijen met een gezamenlijke waarde van $300 miljoen (waaronder een van Rembrandt) worden gestolen uit het Isabella Stewart Gardner Museum in Boston, Massachusetts door twee dieven die zich voordoen als politieagenten. Het is de grootste kunstroof in de Amerikaanse geschiedenis, de schilderijen zijn nooit teruggevonden.
- Oorlog
  - 1229 - Keizer Frederik II verklaart zichzelf koning van Jeruzalem tijdens de Zesde Kruistocht.
  - 1241 - Krakau wordt door de Mongolen verwoest.
  - 1915 - De Geallieerden lijden een zware nederlaag op zee in Turkije bij de slag om Gallipoli.
  - 1921 - De tweede Vrede van Riga tussen Polen en de Sovjet-Unie. Ondanks de recente Poolse successen annexeert de Sovjet-Unie Oekraïne en Wit-Rusland. De regering van Oekraïne emigreert naar Frankrijk.
  - 1944 - Tweede Wereldoorlog: nazi-troepen bezetten Hongarije.
  - 1945 - Tweede Wereldoorlog: 1250 Amerikaanse bommenwerpers vallen Berlijn aan.
  - 1962 - Frankrijk en Algerije tekenen een overeenkomst die het einde van de Algerijnse Oorlog inluidt.
  - 1999 - Kosovaarse leiders ondertekenen in Rambouillet een akkoord dat de autonomie van de provincie Kosovo herstelt, en de terugtrekking van de Servische troepen en de ontwapening van het KLA/UCK gebiedt.
- Politiek
  - 37 - De Romeinse Senaat maakt Tiberius' testament ongedaan en roept Gaius Julius Caesar Germanicus (Caligula) uit tot princeps.
  - 235 - Keizer Alexander Severus en zijn moeder Julia Mamaea worden door Romeinse legionairs bij Mogontiacum (huidige Mainz) vermoord.
  - 1438 - Albrecht II, uit het Huis Habsburg, wordt gekozen tot Rooms-Duits koning.
  - 1582 - Jean Jaureguy pleegt een mislukte aanslag op Willem van Oranje.
  - 1871 - Begin van de Parijse Commune.
  - 1913 - Koning George I van Griekenland wordt vermoord.
  - 1938 - Expropiación Petrolera: De Mexicaanse president Lázaro Cárdenas nationaliseert de olie-industrie.
  - 1922 - In India wordt Mahatma Gandhi veroordeeld tot zes jaar gevangenisstraf voor burgerlijke ongehoorzaamheid. Hij zal hiervan 2 jaar uitzitten.
  - 1959 - President van de Verenigde Staten Dwight D. Eisenhower tekent een document waardoor Hawaï de status van "staat" krijgt.
  - 1974 - Olie-embargo: De meeste OPEC-landen eindigen een vijf maanden durende olie-embargo tegen de Verenigde Staten, Europa en Japan.
  - 1990 - In Oost-Duitsland vinden de eerste democratische verkiezingen sinds 1932 plaats. De verkiezingen worden gewonnen door de christendemocratische "Alliantie voor Duitsland" (CDU, DSU en DA). De SPD is de grote verliezer. De vroegere communistische partij, de PDS, behaalt 16% van de stemmen.
  - 1992 - Finland verzoekt om toetreding tot de Europese Gemeenschap.
  - 1995 - Huwelijk van prinses Elena van Spanje en Jaime de Marichalar y Saens de Tejada in Sevilla.
  - 2000 - Chen Shui-bian wordt gekozen als president van Taiwan.
  - 2014 - Rusland annexeert de Krim staatkundig, nadat het gebied al bezet had en er een referendum had georganiseerd over de opname van het gebied in Rusland.
- Recreatie
  - 1976 - In het Disneyland Park te Anaheim wordt de attractie Pirates of the Caribbean geopend.
  - 2016 - De koning van Nederland opent Wildlands Adventure Zoo Emmen. Een week later op 25 maart is het park toegankelijk voor bezoekers.
- Religie
  - 2006 - Verheffing van de rooms-katholieke Missio sui juris Kirgizië tot Apostolische administratie Kirgizië.
- Sport
  - 1900 - AFC Ajax, professionele voetbalclub uit Amsterdam, wordt opgericht.
  - 1937 - Oprichting van de Azerbeidzjaanse voetbalclub Neftçi Bakoe.
  - 2007 - Start van het 58e seizoen in de Formule 1.
- Wetenschap en technologie
  - 1965 - Vanaf ruimtevaartuig Voschod 2 voert kosmonaut Aleksei Leonov de eerste ruimtewandeling uit.
  - 1980 - Een Vostok-2M raket met de spionagesatelliet Tselina-D ontploft op een lanceerplatform in de Sovjet-Unie waarbij 48 doden vallen.[3]
  - 1989 - In Egypte wordt een 4400-jaar-oude mummie gevonden in de Piramide van Cheops.
  - 1997 - De staart van een Russische Antonov An-24 chartervliegtuig breekt af en route naar Turkije. Het vliegtuig stort neer en alle 50 inzittenden komen om. Later worden alle An-24s aan de grond gehouden.
  - 2022 - Lancering van de Russische Sojoez MS-21 met bemanningsleden Oleg Artemjev, Denis Matvejev en Sergej Korsakov naar het ISS. Voor het eerst sinds 22 jaar is de bemanning volledig Russisch.[4]
  - 2024 - De Zon stoot een zonnevlam met een sterkte van M6,7 uit die niet rechtstreeks op de Aarde is gericht.[5]

## Geboren

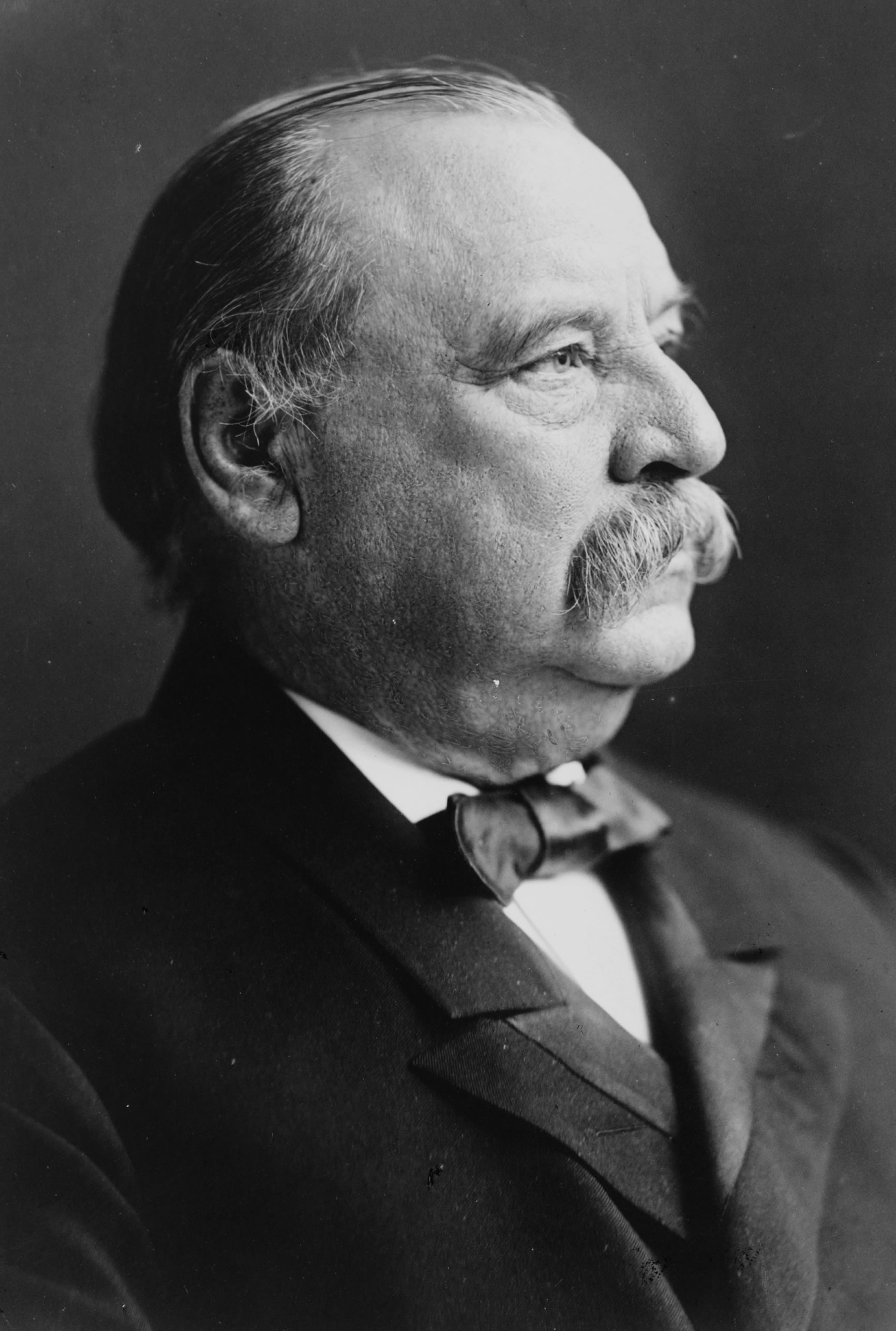
Grover Cleveland
geboren in 1837

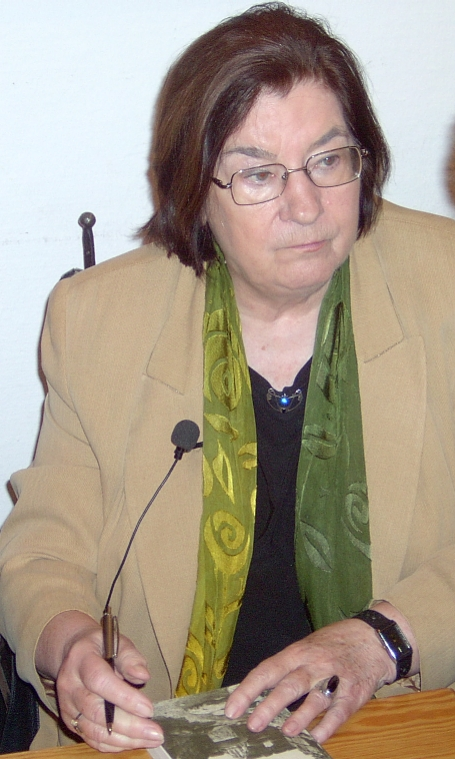
Christa Wolf
geboren in 1929

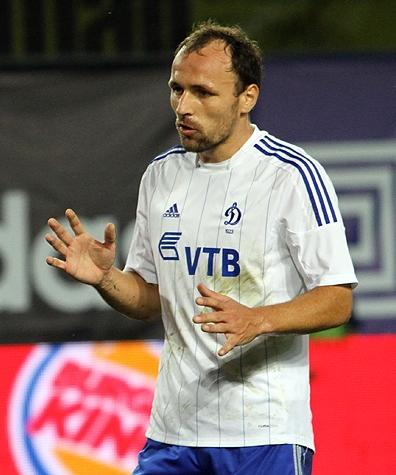
Gordon Schildenfeld
geboren in 1985

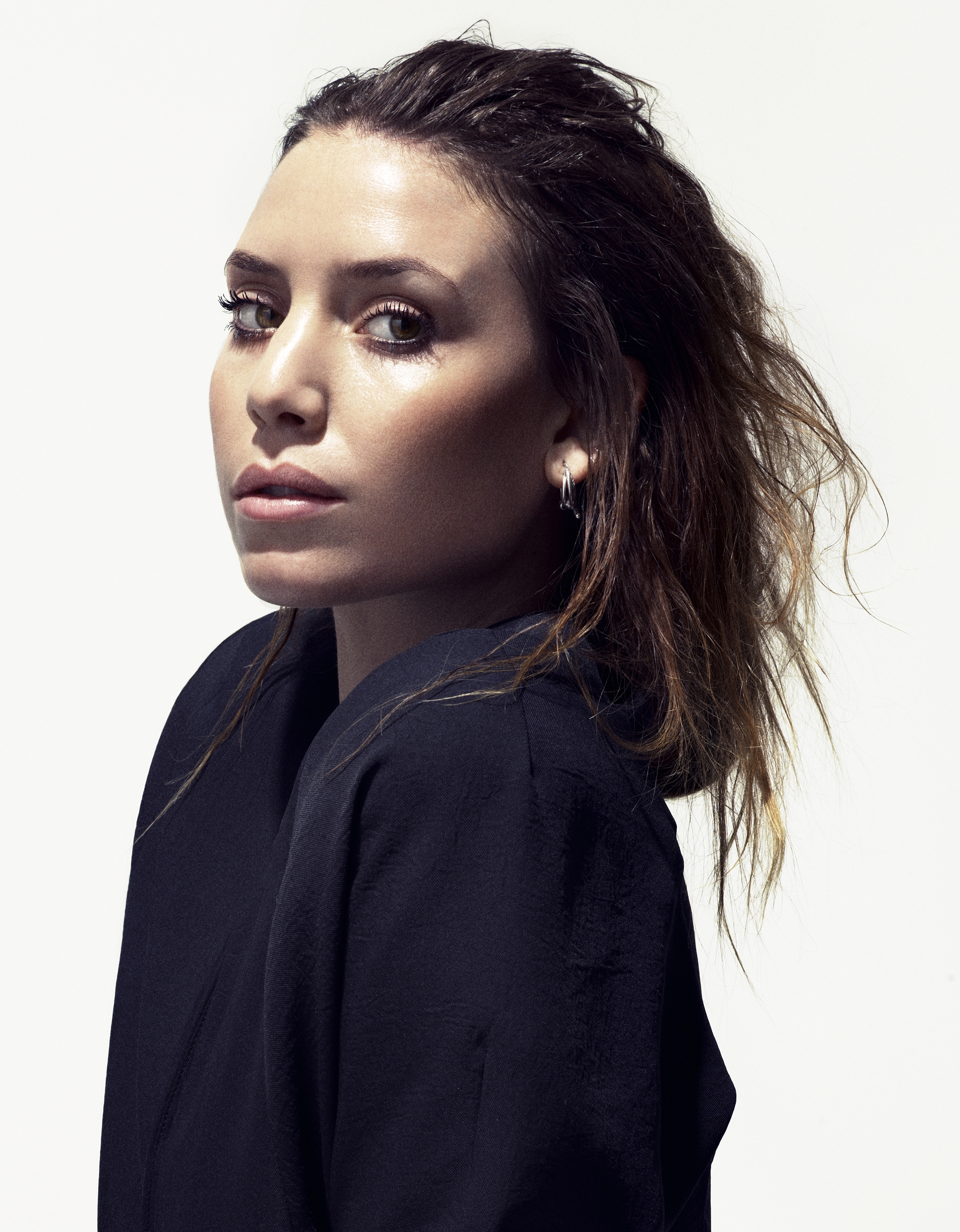
Lykke Li
geboren in 1986

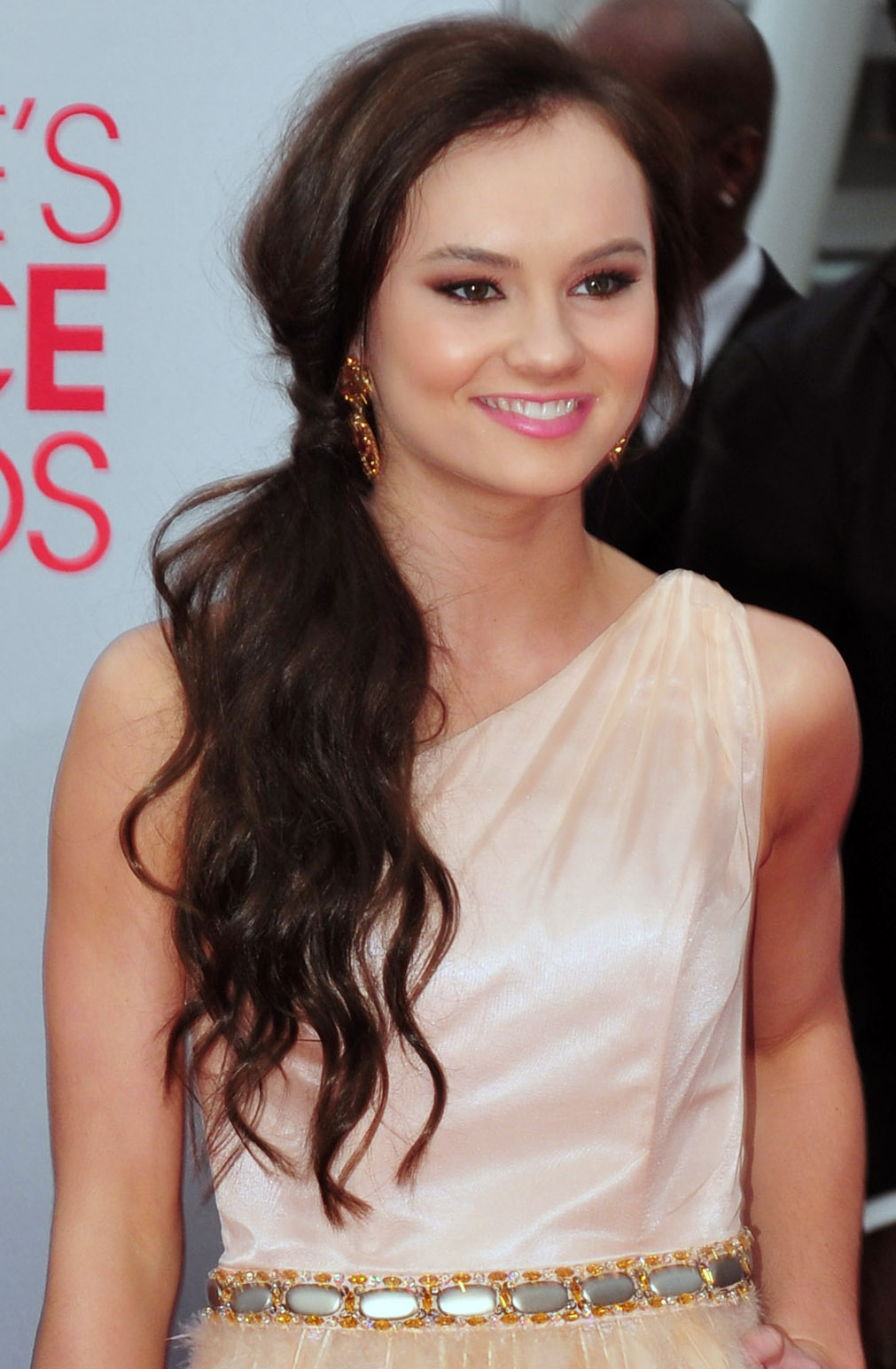
Madeline Carroll
geboren in 1996

- 1380 - Liduina van Schiedam, Nederlands heilige (overleden 1433)
- 1496 - Maria Tudor, koningin-gemalin van Frankrijk (overleden 1533)
- 1554 - Josias I van Waldeck-Eisenberg, Duits graaf (overleden 1588)
- 1555 - Frans van Anjou, hertog van Anjou (overleden 1584)
- 1578 - Adam Elsheimer, Duits kunstschilder (overleden 1610)
- 1590 - Wilhelmus Bolognino, Belgisch schrijver (overleden 1669)
- 1690 - Christian Goldbach, Duits-Pruisisch wiskundige (overleden 1764)
- 1796 - Jakob Steiner, Zwitsers wiskundige (overleden 1863)
- 1813 - Friedrich Hebbel, Duits schrijver (overleden 1863)
- 1820 - Age Buma, Nederlands politicus (overleden 1893)
- 1828 - William Randal Cremer, Brits politicus (overleden 1908)
- 1837 - Grover Cleveland, 22ste en 24ste president van de Verenigde Staten (overleden 1908)
- 1842 - Stéphane Mallarmé, Frans dichter en literair criticus (overleden 1898)
- 1844 - Nikolaj Rimski-Korsakov, Russisch componist (overleden 1908)
- 1850 - Bart van Hove, Nederlands beeldhouwer en hoogleraar (overleden 1914)
- 1858 - Rudolf Diesel, Duits uitvinder (overleden 1913)
- 1869 - Neville Chamberlain, minister-president van het Verenigd Koninkrijk (overleden 1940)
- 1880 - Simon Franke, Nederlands schrijven (overleden 1957)
- 1886 - Kurt Koffka, Duits psycholoog (overleden 1941)
- 1886 - Marianne Philips, Nederlands schrijver (overleden 1951)
- 1889 - Georges Krins, Belgisch violist (overleden 1912)
- 1890 - Gerard van der Leeuw, Nederlands predikant, theoloog en minister (overleden 1950)
- 1893 - Costante Girardengo, Italiaans wielrenner (overleden 1987)
- 1893 - Jan Hesterman, Nederlands bokser (overleden 1963)
- 1893 - Wilfred Owen, Engels oorlogsdichter (overleden 1918)
- 1899 - Américo Tesoriere, Argentijns voetballer (overleden 1977)
- 1900 - Johannis Oudkerk, Nederlands verzetsstrijder (overleden 1944)
- 1900 - Hanne Sobek, Duits voetballer en trainer (overleden 1989)
- 1904 - Srečko Kosovel, Sloveens dichter en publicist (overleden 1926)
- 1907 - Jakov Dzjoegasjvili, Russisch zoon van Jozef Stalin en nazislachtoffer (overleden 1943)
- 1908 - Martien Coppens, Nederlands fotograaf (overleden 1986)
- 1908 - Lou Geels, Nederlands acteur (onder andere Bromsnor uit Swiebertje) (overleden 1979)
- 1909 - Ernest Gallo, Amerikaans wijnondernemer (overleden 2007)
- 1911 - Marcelle Lévaz, Belgisch supereeuwelinge (overleden 2022)
- 1913 - Reinhard Hardegen, Duits WO II-duikbootcommandant (overleden 2018)
- 1913 - Leonie Tholen, Nederlands schoonspringster (overleden 2012)
- 1916 - Henk Ooms, Nederlands baanwielrenner (overleden 1993)
- 1916 - Louis Toebosch, Nederlands componist, muziekpedagoog en organist (overleden 2009)
- 1916 - Arie van Vliet, Nederlands wielrenner (overleden 2001)
- 1918 - Terry Spencer, Brits oorlogsfotograaf (overleden 2009)
- 1921 - Marie Blommaart, Nederlands verzetsstrijdster
- 1921 - Hellema, Nederlands verzetsstrijder en schrijver (overleden 2005)
- 1922 - Egon Bahr, Duits politicus (overleden 2015)
- 1923 - Janus Wagener, Nederlands voetballer (overleden 2016)
- 1924 - Alexandre José Maria dos Santos, Mozambikaans kardinaal (overleden 2021)
- 1926 - Peter Graves, Amerikaans acteur en regisseur (overleden 2010)
- 1928 - Willem den Ouden, Nederlands beeldend kunstenaar (overleden 2025)
- 1928 - Fidel Ramos, Filipijns politicus; president 1992-1998 (overleden 2022)
- 1929 - Lode Wils, Belgisch historicus en hoogleraar (overleden 2024)
- 1929 - Christa Wolf, Duits schrijfster (overleden 2011)
- 1930 - Gijs van Aardenne, Nederlands politicus (overleden 1995)
- 1932 - Arthur Luysterman, Belgisch bisschop van Gent
- 1932 - John Updike, Amerikaans schrijver (overleden 2009)
- 1933 - Severino Poletto, Italiaans kardinaal (overleden 2022)
- 1934 - Adolf Merckle, Duits miljardair en ondernemer (overleden 2009)
- 1934 - Charley Pride, Amerikaans honkballer en countryzanger (overleden 2020)
- 1935 - Antonios Naguib, Egyptisch Koptisch patriarch (2006-2013) en rooms-katholiek kardinaal (overleden 2022)
- 1936 - Frederik Willem de Klerk, Zuid-Afrikaans politicus, president 1989-1994 en Nobelprijswinnaar (overleden 2021)
- 1936 - Anthony Nash, Brits bobsleeër (overleden 2022)
- 1937 - Rudi Altig, Duits wielrenner (overleden 2016)
- 1937 - Laurens Jan Brinkhorst, Nederlands politicus
- 1937 - Mark Donohue, Amerikaans autocoureur (overleden 1975)
- 1937 - Valentin Vermeersch, Belgisch kunsthistoricus en museumdirecteur (overleden 2020)
- 1939 - Ron Atkinson, Engels voetballer en voetbaltrainer
- 1939 - Peter Kraus, Duits toneelspeler en zanger
- 1940 - Henk van Dorp, Nederlands journalist en programmamaker
- 1940 - Ernst Veenemans, Nederlands roeier (overleden 2017)
- 1941 - Els van Breda Vriesman, Nederlands sportbestuurster
- 1941 - Max Nijman, Surinaams zanger (overleden 2016)
- 1941 - Peet Petersen, Nederlands voetballer (overleden 1980)
- 1941 - Wilson Pickett, Amerikaans zanger (overleden 2006)
- 1942 - Albert Van Vlierberghe, Belgisch wielrenner (overleden 1991)
- 1944 - Frank McRae, Amerikaans acteur (overleden 2021)
- 1945 - Susan Tyrrell, Amerikaans actrice (overleden 2012)
- 1945 - Anthony Villanueva, Filipijns bokser (overleden 2014)
- 1945 - Eric Woolfson, Brits muzikant en componist (onder andere Alan Parsons Project) (overleden 2009)
- 1946 - Michel Leclere, Frans autocoureur
- 1946 - Willy Lindwer, Nederlands documentairemaker
- 1947 - René Bervoets, Belgisch atleet
- 1948  - Bobby Whitlock, Amerikaans toetsenist (overleden 2025)
- 1949 - Karin Adelmund, Nederlands politicus (overleden 2005)
- 1949 - Alex Higgins, Noord-Iers snookerspeler (overleden 2010)
- 1949 - Benny Johansen, Deens voetballer en voetbalcoach
- 1949 - Jacques Secrétin, Frans tafeltennisser (overleden 2020)
- 1950 - Dick Berlijn, Nederlands militair
- 1950 - Brad Dourif, Amerikaans acteur
- 1950 - Rod Milburn, Amerikaans atleet (overleden 1997)
- 1950 - Larry Perkins, Australisch autocoureur
- 1951 - Sjoerd Kooistra, Nederlands horeca-ondernemer (overleden 2010)
- 1953 - Helmer Koetje, Nederlands politicus (onder andere burgemeester van Twenterand) (overleden 2010)
- 1953 - Tonnus Oosterhoff, Nederlands dichter
- 1954 - Enéas Camargo, Braziliaans voetballer (overleden 1988)
- 1954 - Jan Diesselhorst, Duits cellist (overleden 2009)
- 1955 - Jos Ruijs, Nederlands roeier
- 1956 - David Mach, Schots kunstenaar
- 1956 - Roger Wehrli, Zwitsers voetballer
- 1957 - Jetta Klijnsma, Nederlands politicus
- 1958 - Henry Lee Jr., Hongkongs autocoureur
- 1959 - Luc Besson, Frans filmregisseur en scenarioschrijver
- 1959 - Yvonne Buter, Nederlands hockeyspeelster
- 1959 - Irene Cara, Amerikaans actrice en zangeres (overleden 2022)
- 1959 - Renée Sanders, Nederlands regisseur, radiomaker, schrijfster en journalist (overleden 2023)
- 1959 - Roberto Tricella, Italiaans voetballer
- 1960 - Marc Klein Essink, Nederlands acteur en televisiepresentator
- 1962 - Volker Weidler, Duits autocoureur
- 1963 - Dayanita Singh, Indiaas fotografe
- 1963 - Jan Verheyen, Belgisch filmregisseur en presentator
- 1963 - Vanessa Williams, Amerikaans model, zangeres en actrice
- 1964 - Bonnie Blair, Amerikaans schaatsster
- 1964 - Seymore Butts, Amerikaans pornograaf
- 1964 - Roger Honegger, Zwitsers mountainbiker en veldrijder
- 1965 - Peter Pieters, Belgisch atleet
- 1965 - Ray Stewart, Jamaicaans atleet
- 1966 - Ton Caanen, Nederlands voetbalcoach
- 1966 - Irina Chabarova, Russisch atlete
- 1966 - Troy Kemp, Bahamaans atleet
- 1966 - Anne Will, Duits journaliste
- 1968 - Miguel Herrera, Mexicaans voetballer en voetbalcoach
- 1968 - Temoeri Ketsbaia Georgisch voetballer en voetbalcoach
- 1968 - Wim de Vos, Nederlands wielrenner
- 1970 - Queen Latifah, Amerikaans actrice, producer en rapper
- 1971 - Wayne Arthurs, Australisch tennisser
- 1971 - Jerzy Brzęczek, Pools voetballer
- 1971 - Liu Lic Ka, Macaus autocoureur
- 1971 - Fernando Ochoaizpur, Argentijns-Boliviaans voetballer
- 1971 - Kamel Talhaoui, Algerijns atleet
- 1972 - Dane Cook, Amerikaans acteur en komiek
- 1972 - Iván Valenciano, Colombiaans voetballer
- 1974 - Arsi Harju, Fins atleet
- 1974 - Sven Sauvé, Nederlands televisiebestuurder
- 1974 - Ben Segers, Belgisch acteur
- 1975 - Branko Filip, Sloveens wielrenner
- 1975 - Eric Taino, Filipijns tennisser
- 1975 - Steve Trapmore, Brits roeier
- 1975 - Ester Workel, Nederlands roeister
- 1977 - Danny Murphy, Engels voetballer
- 1977 - Willy Sagnol, Frans voetballer
- 1978 - Fernandão, Braziliaans voetballer (overleden 2014)
- 1978 - Brooke Hanson, Australisch zwemster
- 1978 - Petr Kopfstein, Tsjechisch piloot
- 1979 - Jan Peter Larsen, Nederlands atleet
- 1979 - Danneel Ackles, Amerikaans actrice
- 1979 - Adam Levine, Amerikaans zanger
- 1979 - Cecilio Lopes, Nederlands voetballer
- 1979 - Sven Pichal, Belgisch radiopresentator
- 1980 - Sébastien Frey, Frans voetbaldoelman
- 1980 - Aleksej Jagoedin, Russisch kunstrijder
- 1980 - Sophia Myles, Engels actrice
- 1981 - Lina Andersson, Zweeds langlaufster
- 1981 - Fabian Cancellara, Zwitsers wielrenner
- 1981 - Leslie Djhone, Frans atleet
- 1981 - LP, Amerikaans singer-songwriter
- 1982 - Timo Glock, Duits autocoureur
- 1983 - Stéphanie Cohen-Aloro, Frans tennisster
- 1983 - Ntjam Rosie, Kameroens-Nederlands jazzzangeres
- 1985 - Krisztián Berki, Hongaars turner
- 1985 - Michaela Kirchgasser, Oostenrijks alpineskiester
- 1985 - Gordon Schildenfeld, Kroatisch voetballer
- 1985 - Dieter Van Tornhout, Belgisch voetballer
- 1985 - Tomonobu Yokoyama, Japans voetballer (overleden 2024)
- 1986 - Bai Faquan, Chinees triatleet
- 1986 - Lykke Li, Zweeds zangeres
- 1986 - Paul Turner, Brits zanger
- 1987 - Gabriel Mercado, Argentijns voetballer
- 1987 - Rebecca Soni, Amerikaans zwemster
- 1987 - Mauro Zárate, Argentijns voetballer
- 1988 - Jeffrey Hamilton, Nederlands acteur
- 1989 - Lily Collins, Brits actrice
- 1989 - Lu Zhiwu, Chinees zwemmer
- 1990 - Lars Hutten, Nederlands voetballer
- 1990 - Arvis Liepiņš, Lets langlaufer
- 1990 - Eli Stok, Nederlands priester
- 1991 - Marcel Büchel, Liechtensteins voetballer
- 1991 - Hatem Abd Elhamed, Israëlisch voetballer
- 1991 - Dries Wuytens, Belgisch voetballer
- 1992 - Bence Csonka, Hongaars voetbalscheidsrechter
- 1992 - Paul Gladon, Nederlands voetballer
- 1992 - Daan Smith, Nederlands voetballer
- 1992 - Roope Tonteri, Fins snowboarder
- 1992 - Maikel Verkoelen, Nederlands voetballer
- 1993 - Wilker Ángel, Venezolaans voetballer
- 1993 - Carlo Damman, Belgisch voetballer
- 1993 - Conor Laerenbergh, Belgisch voetballer
- 1993 - Javier Noblejas, Spaans voetballer
- 1993 - Gustav Wikheim, Noors voetballer
- 1994 - Patrick Aaltonen, Thais-Fins voetballer
- 1994 - Stefanos Kapino, Grieks voetballer
- 1995 - Pierluigi Gollini, Italiaans voetballer
- 1996 - Damian van Bruggen, Nederlands voetballer
- 1996 - Madeline Carroll, Amerikaans actrice
- 1996 - Michelle Dekker, Nederlands snowboarder
- 1996 - Bieke Vandenbussche, Belgisch voetbalster
- 1997 - Ciara Bravo, Amerikaans jeugdactrice
- 1997 - Baboloki Thebe, Botswaans atleet
- 1997 - Ippei Watanabe, Japans zwemmer
- 1998 - Tyler Stites, Amerikaans wielrenner
- 1998 - Miltiadis Tentoglou, Grieks atleet
- 1998 - Zane Waddell, Zuid-Afrikaans zwemmer
- 2000 - Jesse Edwards, Nederlands basketballer
- 2001 - Yuri Alberto, Braziliaans voetballer
- 2002 - Oliver König, Tsjechisch motorcoureur
- 2002 - Pepijn van de Merbel, Nederlands voetballer
- 2005 - Daliyah de Klonia, Nederlands voetbalster

## Overleden

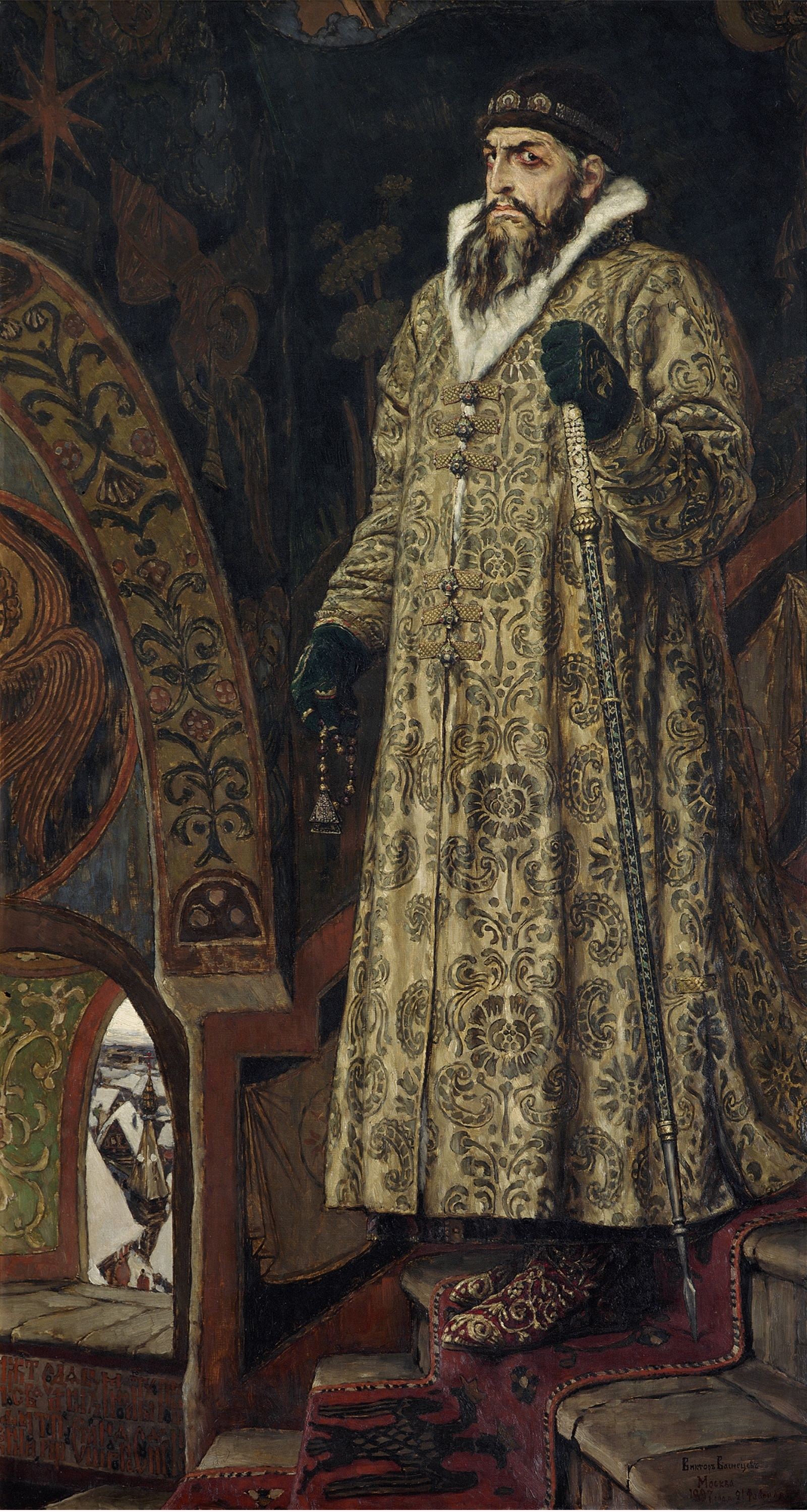
Ivan IV ('de Verschrikkelijke')
overleden in 1584

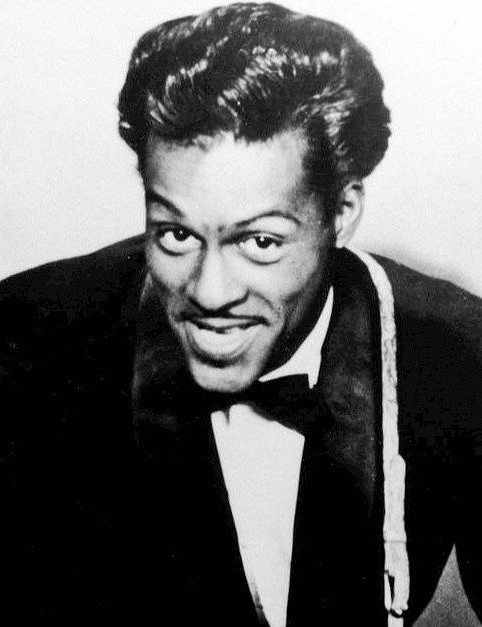
Chuck Berry
overleden in 2017

- 235 - Alexander Severus (26), keizer van het Romeinse Rijk
- 386 - Cyrillus van Jeruzalem (c. 71), bisschop van Jeruzalem
- 978 - Koning Eduard de Martelaar (ong. 17) van Engeland
- 1227 - Paus Honorius III
- 1314 - Jacques de Molay, laatste Grootmeester van de Orde van de Tempeliers
- 1508 - Albrecht IV van Beieren (60), hertog van Beieren
- 1584 - Ivan IV van Rusland (53) (Ivan de Verschrikkelijke), tsaar van Rusland
- 1762 - Paul II Anton Esterházy (50), Oostenrijks-Hongaars veldmaarschalk
- 1870 - Joaquín Gaztambide Garbayo (48), Spaans componist en dirigent
- 1871 - Augustus De Morgan (64), Brits wiskundige en logicus
- 1889 - Jan Goeverneur (80), Nederlands schrijver
- 1913 - George I van Griekenland (67), koning van Griekenland (1863-1913)
- 1924 - Marie Cazin (79), Frans kunstschilder en beeldhouwster
- 1928 - Paul van Ostaijen (32), Belgisch dichter
- 1939 - Albert Gillis von Baumhauer (45), Nederlands luchtvaartpionier
- 1941 - Henri Cornet (56), Frans wielrenner
- 1945 - Willem Frederik Jonkman (51), Nederlands verzetsstrijder
- 1947 - William Durant (85), Amerikaans automobielpionier, oprichter van General Motors
- 1948 - Gerardus Huysmans (45), Nederlands politicus
- 1951 - Christabel Cockerell (86), Brits kunstschilder
- 1963 - Wanda Hawley (67), Amerikaans actrice en zangeres
- 1965 - Faroek I (45), Egyptisch koning
- 1969 - Jan-Albert De Bondt (80), Belgisch architect
- 1970 - Hendrik Mulderije (74), Nederlands politicus en minister
- 1977 - Arnold De Munnynck (94), Belgisch tenor
- 1977 - Marien Ngouabi (38), president van Congo
- 1977 - Carlos Pace (32), Braziliaans autocoureur
- 1978 - René Sleeswijk sr. (70), Nederlands theaterproducent
- 1980 - Jerzy Bułanow (76), Pools voetballer
- 1980 - Erich Fromm (79), Duits psycholoog
- 1982 - Theo Fitzau (59), (Oost-)Duits autocoureur
- 1982 - George More O'Ferrall (74), Brits regisseur, producent en scenarist
- 1982 - Vasili Tsjoejkov (82), Russisch militair
- 1983 - Umberto II (78), koning van Italië
- 1985 - Annette Hanshaw (83), Amerikaans jazz zangeres
- 1986 - Bernard Malamud (71), Amerikaans schrijver
- 1993 - Kenneth E. Boulding (83), Brits-Amerikaans econoom
- 1993 - Leo Martin (68), Belgisch acteur
- 1994 - Hans Blees (74), Duits autocoureur
- 1995 - Gé Dekker (90), Nederlands zwemmer
- 2001 - John Phillips (65), Amerikaans zanger, gitarist, en songwriter (o.a. The Mamas and the Papas)
- 2001 - Dirk Polder (81), Nederlands natuurkundige
- 2001 - Antoon Uytterhoeven (70), Belgisch atleet
- 2002 - Levon Boyadjian (80), Turks-Egyptisch fotograaf
- 2002 - Gösta Winbergh (58), Zweeds tenor
- 2003 - Karl Kling (92), Duits autocoureur
- 2005 - Sol Linowitz (91), Amerikaans advocaat, diplomaat en ondernemer
- 2005 - Maria Rosseels (88), Belgisch schrijfster
- 2007 - Annemiek Padt-Jansen (85), Nederlands harpiste en politica
- 2007 - Bob Woolmer (58), Engels cricketspeler en -coach
- 2008 - Dirkje Kuik (78), Nederlands schrijfster
- 2008 - Anthony Minghella (54), Engels filmregisseur van onder andere The English Patient
- 2009 - Eddie Bo (78), Amerikaans jazzmuzikant
- 2009 - Rita Lejeune (102), Belgisch taalkundige
- 2009 - Yeremey Parnov (73), Russisch schrijver
- 2009 - Natasha Richardson (45), Brits-Amerikaans actrice
- 2010 - Margreet van Hoorn (87), Nederlands schrijfster
- 2010 - Fess Parker (85), Amerikaans acteur
- 2010 - Zygmunt Józef Pawłowicz (82), Pools bisschop
- 2010 - Billy Wolfe (86), Schots politicus en voorzitter van de Scottish National Party
- 2011 - Warren Christopher (85), Amerikaans diplomaat en minister van Buitenlandse Zaken
- 2011 - Jet Harris (71), Brits basgitarist
- 2012 - António Leitão (51), Portugees atleet
- 2012 - George Tupou V (63), Tongaans vorst
- 2014 - Joe Lala (66), Amerikaans drummer en acteur
- 2015 - Dolf Kruger (91), Nederlands fotograaf
- 2016 - Rein Bosch (85), Nederlands voetballer
- 2016 - Jan Němec (79), Tsjechisch filmmaker[6]
- 2016 - Joe Santos (84), Amerikaans acteur
- 2016 - Lothar Späth (78), Duits politicus en ondernemer
- 2016 - Guido Westerwelle (54), Duits minister
- 2017 - Bill Bell (80), Amerikaans jazzpianist, -arrangeur, -componist en muziekpedagoog
- 2017 - Chuck Berry (90), Amerikaans muzikant
- 2017 - Miloslav Vlk (84), Tsjechisch aartsbisschop
- 2017 - Bernie Wrightson (68), Amerikaans stripauteur en illustrator
- 2018 - Ivor Richard (85), Brits politicus
- 2019 - Kenneth To (26), Australisch-Hongkongs zwemmer
- 2020 - Wray Downes (89), Canadees jazzpianist
- 2020 - Erwin Drèze (59), Belgisch striptekenaar
- 2020 - Catherine Hamlin (96), Australisch verloskundige en gynaecoloog
- 2020 - Alfred Worden (88), Amerikaans astronaut
- 2021 - Richard Gilliland (71), Amerikaans acteur
- 2021 - Elsa Peretti (80), Italiaans sieradenontwerper, filantroop, en fotomodel
- 2022 - Jaap Flier (88), Nederlands balletdanser en choreograaf
- 2022 - Chaim Kanievsky (94), Israëlisch rabbijn
- 2022 - Jopie Knol (96), Nederlands politica
- 2022 - Henk Post (74), Nederlands voetballer
- 2022 - Jeffrey Willems (53), Nederlands radio-dj
- 2023 - Micheline Lannoy (98), Belgisch kunstrijdster
- 2023 - Pedro Solbes (80), Spaans politicus
- 2024 - Joaquim Santos (71), Portugees rallyrijder
- 2024 - Kenjiro Shinozuka (75), Japans rallyrijder
- 2024 - Thomas Stafford (93), Amerikaans astronaut
- 2025 - Harold Biervliet (84), Surinaams-Nederlands musicus
- 2025 - Paul Cremona (79), Maltees bisschop
- 2025 - Sonia Garmers (92), Curaçaos schrijfster
- 2025 - Rob van der Heijden (79), Nederlands politicus
- 2025 - Rim Sartori (91), Nederlands schrijfster en dichteres
- 2025 - Gerritjan van Oven (76), Nederlands jurist en politicus

## Viering/herdenking

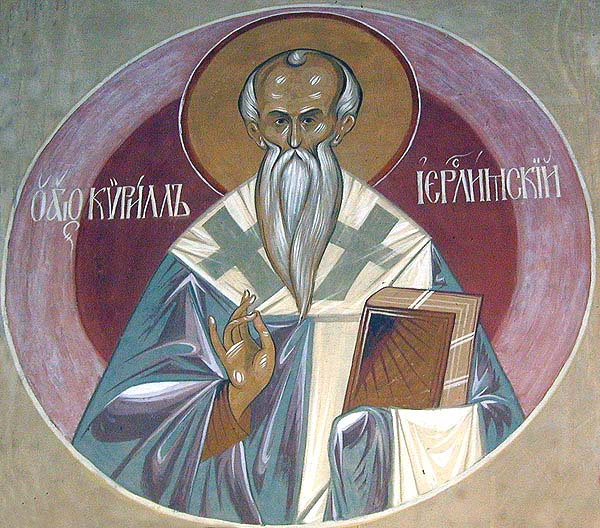
H. Cyrillus van Jeruzalem

- Aruba - nationale feestdag Dag van de Vlag en het Volkslied
- Mexico - Expropiación Petrolera
- Begin van de Commune van Parijs (1871); deze dag was nog een halve eeuw met name bij de anarchisten een herdenkingsdag.
- Rooms-katholieke kalender:
  - Heilige Cyrillus van Jeruzalem († 386) - Vrije Gedachtenis
  - Heilige Edward († 978/9)
  - Heilige Alexander van Jeruzalem († 251)
  - Heiligen Felix en Narcis(sus) (van Gerona) († c. 307)
  - Heilige Salvator (van Horta) († 1567)
  - Heilige Anselm(us) (van Lucca) († 1086)

## Weerextremen

### Nederland
| | Officiële records | Officiële records | Officiële records |      | Landelijke records | Landelijke records | Landelijke records |
| Gebeurtenis | Jaar              | Extreem           | Locatie           | Jaar | Extreem            | Locatie            | |
| --- | ----------------- | ----------------- | ----------------- | ---- | ------------------ | ------------------ | --- |
| Laagste etmaalgemiddelde temperatuur (°C) | 2018              | −1,0              | De Bilt           |      | 1969               | −2,4               | Eelde |
| Hoogste etmaalgemiddelde temperatuur (°C) | 1990              | 13,4              | De Bilt           |      | 1990               | 15,0               | Rotterdam |
| Laagste minimumtemperatuur (°C) | 1964              | −4,9              | De Bilt           |      | 1964               | −7,0               | Deelen, Twenthe |
| Hoogste minimumtemperatuur (°C) | 2023              | 9,1               | De Bilt           |      | 2023               | 10,3               | Volkel |
| Laagste maximumtemperatuur (°C) | 1969              | 0,8               | De Bilt           |      | 1969               | −0,8               | De Kooy |
| Hoogste maximumtemperatuur (°C) | 1990              | 21,4              | De Bilt           |      | 1990               | 22,0               | Volkel |
| Hoogste uurgemiddelde windsnelheid (m/s) | 1949              | 13,4              | De Bilt           |      | 1995               | 22,6               | IJmuiden |
| Hoogste windstoot (m/s) | 1951, 1968, 1995  | 22,1              | De Bilt           |      | 1995               | 32,9               | Hoorn Terschelling, Huibertgat                                                                                             |
| Langste zonneschijnduur (uur) | 2022              | 11,0              | De Bilt           |      | 2003 2016 2022     | 11,2               | Hoogeveen, Leeuwarden, Lauwersoog, Marknesse, Stavoren Eindhoven Berkhout, Gilze-Rijen, Herwijnen, Hupsel, Twenthe, Volkel |
| Langste neerslagduur (uur) | 2001              | 12,3              | De Bilt           |      | 2017               | 19,7               | Ell |
| Hoogste etmaalsom van de neerslag (mm) | 1994              | 17,6              | De Bilt           |      | 2001               | 26,3               | Eindhoven |
| Laagste etmaalgemiddelde relatieve vochtigheid (%) | 2018              | 47                | De Bilt           |      | 2018               | 43                 | Twenthe, Wijk aan Zee |
| Laagste uurwaarde luchtdruk op zeeniveau (hPa) | 1934              | 978,3             | De Bilt           |      | 1933               | 975,8              | De Kooy |
| Hoogste uurwaarde luchtdruk op zeeniveau (hPa) | 2022              | 1045,0            | De Bilt           |      | 2022               | 1047,5             | Leeuwarden |
| Officiële records worden altijd gemeten op het KNMI-weerstation in De Bilt. Landelijke records kunnen worden gemeten op elk officieel KNMI-weerstation in Nederland. |                   |                   |                   |      |                    |                    | |

Uitzonderlijke gebeurtenissen
- 1929 - Eerste officiële zachte dag van het jaar (maximumtemperatuur ≥ 15 °C in De Bilt)
- 1929 - Eerste landelijke zachte dag van het jaar gemeten in De Bilt en Maastricht (maximumtemperatuur ≥ 15 °C op een officieel weerstation)
- 1940 - Eerste officiële zachte dag van het jaar (maximumtemperatuur ≥ 15 °C in De Bilt)
- 1986 - Eerste officiële zachte dag van het jaar (maximumtemperatuur ≥ 15 °C in De Bilt)
- 1986 - Eerste landelijke zachte dag van het jaar gemeten in De Bilt, Deelen, Eelde, Eindhoven, Gilze-Rijen, Maastricht, Rotterdam, Schiphol, Soesterberg, Twenthe, Valkenburg ZH en Volkel (maximumtemperatuur ≥ 15 °C op een officieel weerstation)
- 2010 - Eerste officiële zachte dag van het jaar (maximumtemperatuur ≥ 15 °C in De Bilt)
- 2022 - Officieel maandrecord hoogste uurwaarde luchtdruk op zeeniveau in hPa van maart gemeten in De Bilt: 1045,0
- 2022 - Landelijk maandrecord hoogste uurwaarde luchtdruk op zeeniveau in hPa van maart gemeten in Leeuwarden: 1047,5

### België
Dagrecords
- 1853 - Laagste etmaalgemiddelde temperatuur −4,3 °C
- 1990 - Hoogste etmaalgemiddelde temperatuur 15,7 °C
- 1853 - Laagste minimumtemperatuur −6,3 °C
- 1990 - Hoogste maximumtemperatuur 22,1 °C
- 1994 - Hoogste etmaalsom van de neerslag 21,7 mm

Uitzonderlijke gebeurtenissen
- 1990 - Maximumtemperaturen aan de kust: tot 22,4 °C in het Zwin (Knokke-Heist).
- 2002 - Een tornado in Kettenis (Eupen) veroorzaakt schade.

<< · 1 · 2 · 3 · 4 · 5 · 6 · 7 · 8 · 9 · 10 · 11 · 12 · 13 · 14 · 15 · 16 · 17 · 18 · 19 · 20 · 21 · 22 · 23 · 24 · 25 · 26 · 27 · 28 · 29 · 30 · 31 · >>